# Anne de Borman

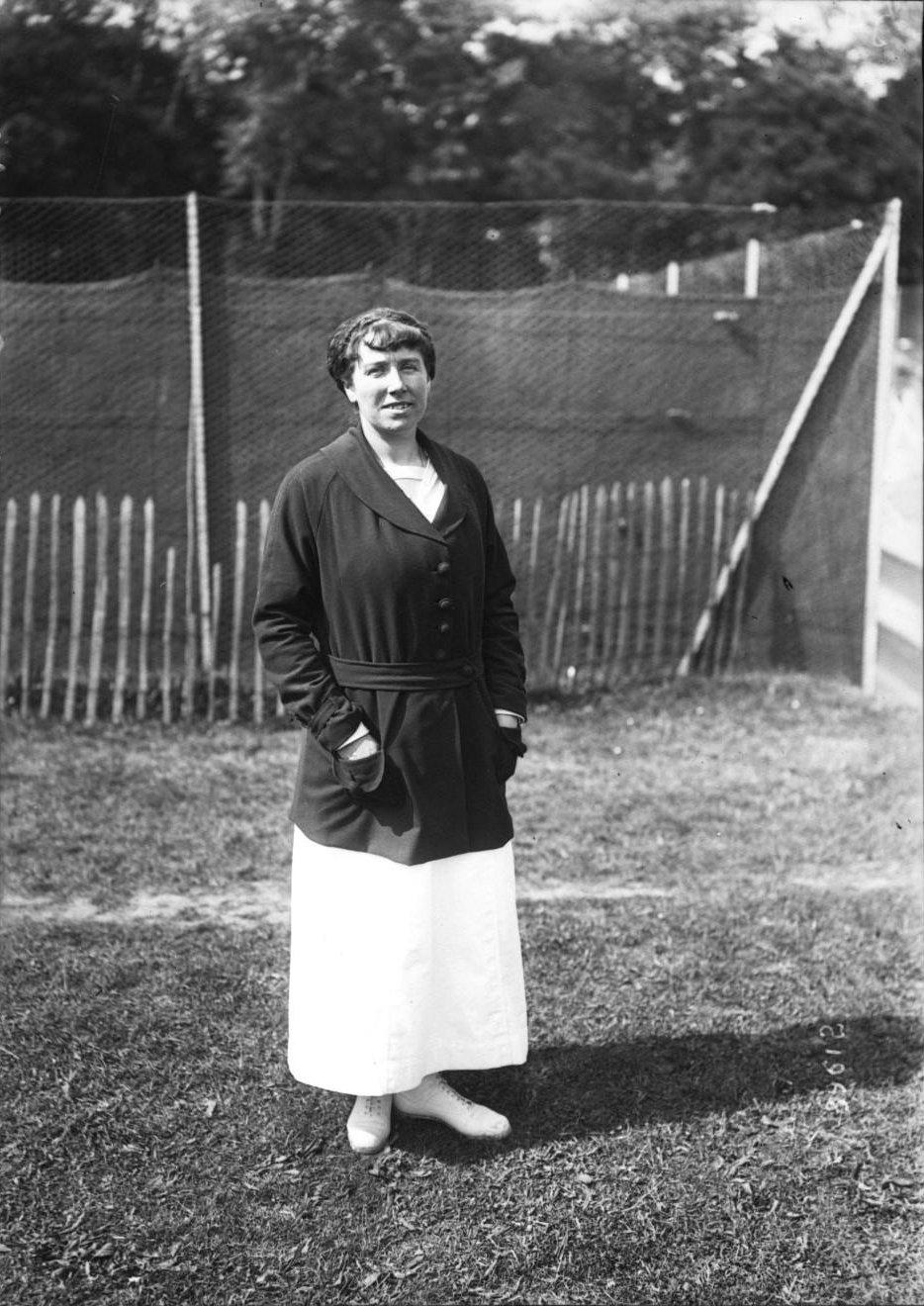
Anne de Borman (1914)

Anne Christine de Borman (* 3. Februar 1881 in Sint-Joost-ten-Node als Anne de Selliers de Moranville; † 30. September 1962 in Limal, jetzt Provinz Wallonisch-Brabant) war eine belgische Tennisspielerin.

## Leben
Anne de Selliers de Moranville heiratete 1908 den Tennisspieler Paul de Borman. Beide waren Mitglieder des Royal Léopold Club. Sie gewann die belgischen Meisterschaften je vier Mal im Einzel und im Doppel.
1920 nahm sie an den Olympischen Spielen in Antwerpen teil, schied jedoch im Einzel-, Doppel- sowie im Mixedwettbewerb bereits nach dem ersten Spiel aus. Bei den Olympischen Spielen 1924 in Paris trat sie im Alter von 43 Jahren erneut an, konnte allerdings erneut keine Medaille erringen. Im Einzel scheiterte sie in der zweiten Runde an der Britin Kathleen McKane Godfree, im Mixed an der Seite von Joseph Halot ebenfalls in der zweiten Runde.
De Borman starb 1962 im Alter von 81 Jahren.

## Titel

### Einzel
| Nr. | Jahr | Turnier                   | Finalgegnerin | Ergebnis |
| --- | ---- | ------------------------- | ------------- | -------- |
| 1.  | 1911 | Belgische Meisterschaften |               |          |
| 2.  | 1912 | Belgische Meisterschaften |               |          |
| 3.  | 1919 | Belgische Meisterschaften |               |          |
| 4.  | 1920 | Belgische Meisterschaften |               |          |

### Doppel
| Nr. | Jahr | Turnier                   | Partnerin       | Finalgegnerinnen | Ergebnis |
| --- | ---- | ------------------------- | --------------- | ---------------- | -------- |
| 1.  | 1906 | Belgische Meisterschaften | M. Dufrénoy     |                  |          |
| 2.  | 1907 | Belgische Meisterschaften | M. Dufrénoy     |                  |          |
| 3.  | 1912 | Belgische Meisterschaften | Luc. Tschaggeny |                  |          |
| 4.  | 1914 | Belgische Meisterschaften | Luc. Tschaggeny |                  |          |

### Mixed
| Nr. | Jahr | Turnier                       | Partner          | Finalgegner                        | Ergebnis |
| --- | ---- | ----------------------------- | ---------------- | ---------------------------------- | -------- |
| 1.  | 1911 | Belgische Meisterschaften     | Alph. van Nitsen |                                    |          |
| 2.  | 1912 | Hartplatz-Weltmeisterschaften | Max Décugis      | Mieken Rieck Heinrich Kleinschroth | 6:4, 7:5 |
| 3.  | 1919 | Belgische Meisterschaften     | Albert Lammens   |                                    |          |